# Gran Premi de Qatar de motociclisme
El Gran Premi de Qatar de motociclisme és un esdeveniment esportiu que es disputa anualment al Circuit de Losail, dins del calendari del Campionat del món de motociclisme. L'esdeveniment és tradicionalment la cita inaugural de la temporada de MotoGP.
El 2008 s'hi celebrà el Gran Premi a la nit per primera vegada a la història d'aquest campionat. Normalment, les curses se celebren de dia per raons de seguretat, però a Qatar es va prendre aquesta decisió (a banda de la millora de visualització a les retransmissions), per tal d'augmentar el rendiment i seguretat de l'equipament: la calor diürna afectava la duració dels pneumàtics i els components de les motocicletes.
A 25 d'abril de 2025

## Noms oficials i patrocinadors
- 2004–2005: Marlboro Grand Prix of Qatar
- 2006–2016: Commercial Bank Grand Prix of Qatar[1]
- 2017–2018, 2022: Grand Prix of Qatar (sense patrocinador oficial)[2]
- 2019: VisitQatar Grand Prix[3]
- 2020: QNB Grand Prix of Qatar
- 2021: Barwa Grand Prix of Qatar[4]
- 2023–actualitat: Qatar Airways Grand Prix of Qatar[5]

## Guanyadors múltiples

### Pilots
| # Victòries | Pilot             | Victòries | Victòries              |
| # Victòries | Pilot             | Categoria | Anys                   |
| ----------- | ----------------- | --------- | ---------------------- |
| 6           | Jorge Lorenzo     | MotoGP    | 2012, 2013, 2016       |
| 6           | Jorge Lorenzo     | 250cc     | 2006, 2007             |
| 6           | Jorge Lorenzo     | 125cc     | 2004                   |
| 5           | Casey Stoner      | MotoGP    | 2007, 2008, 2009, 2011 |
| 5           | Casey Stoner      | 250cc     | 2005                   |
| 4           | Valentino Rossi   | MotoGP    | 2005, 2006, 2010, 2015 |
| 3           | Maverick Viñales  | MotoGP    | 2017, 2021             |
| 3           | Maverick Viñales  | Moto3     | 2012                   |
| 3           | Marc Márquez      | MotoGP    | 2014, 2025             |
| 3           | Marc Márquez      | Moto2     | 2012                   |
| 2           | Nico Terol        | 125cc     | 2010, 2011             |
| 2           | Andrea Dovizioso  | MotoGP    | 2018, 2019             |
| 2           | Jaume Masià       | Moto3     | 2021, 2023             |
| 2           | Francesco Bagnaia | MotoGP    | 2024                   |
| 2           | Francesco Bagnaia | Moto2     | 2018                   |

### Constructors
| # Victòries | Constructor | Victòries | Victòries                                                              |
| # Victòries | Constructor | Categoria | Anys                                                                   |
| ----------- | ----------- | --------- | ---------------------------------------------------------------------- |
| 12          | Aprilia     | 250cc     | 2004, 2005, 2006, 2007, 2008, 2009                                     |
| 12          | Aprilia     | 125cc     | 2006, 2007, 2008, 2009, 2010, 2011                                     |
| 12          | Kalex       | Moto2     | 2011, 2013, 2014, 2015, 2016, 2017, 2018, 2019, 2020, 2021, 2022, 2025 |
| 10          | Honda       | MotoGP    | 2004, 2011, 2014                                                       |
| 10          | Honda       | Moto3     | 2015, 2016, 2017, 2018, 2019, 2022, 2023                               |
| 9           | Yamaha      | MotoGP    | 2005, 2006, 2010, 2012, 2013, 2015, 2016, 2017, 2021                   |
| 9           | Ducati      | MotoGP    | 2007, 2008, 2009, 2018, 2019, 2022, 2023, 2024, 2025                   |
| 6           | KTM         | Moto3     | 2013, 2014, 2020, 2021, 2025                                           |
| 6           | KTM         | 125cc     | 2005                                                                   |
| 2           | Suter       | Moto2     | 2010, 2012                                                             |
| 2           | Boscoscuro  | Moto2     | 2023, 2024                                                             |

## Guanyadors per any
| Any  | Circuit | Moto3             | Moto3     | Moto2               | Moto2      | MotoGP                 | MotoGP                 | Detalls |
| Any  | Circuit | Pilot             | Moto      | Pilot               | Moto       | Pilot                  | Moto                   | Detalls |
| ---- | ------- | ----------------- | --------- | ------------------- | ---------- | ---------------------- | ---------------------- | ------- |
| 2025 | Lusail  | Ángel Piqueras    | KTM       | Arón Canet          | Kalex      | Marc Márquez           | Ducati                 | Detalls |
| 2024 | Lusail  | David Alonso      | CFMoto    | Alonso López        | Boscoscuro | Francesco Bagnaia      | Ducati                 | Detalls |
| 2023 | Lusail  | Jaume Masià       | Honda     | Fermín Aldeguer     | Boscoscuro | Fabio Di Giannantonio  | Ducati                 | Detalls |
| 2022 | Lusail  | Andrea Migno      | Honda     | Celestino Vietti    | Kalex      | Enea Bastianini        | Ducati                 | Detalls |
| 2021 | Lusail  | Jaume Masià       | KTM       | Sam Lowes           | Kalex      | Maverick Viñales       | Yamaha                 | Detalls |
| 2020 | Lusail  | Albert Arenas     | KTM       | Tetsuta Nagashima   | Kalex      | Cancel·lada (COVID-19) | Cancel·lada (COVID-19) | Detalls |
| 2019 | Lusail  | Kaito Toba        | Honda     | Lorenzo Baldassarri | Kalex      | Andrea Dovizioso       | Ducati                 | Detalls |
| 2018 | Lusail  | Jorge Martín      | Honda     | Francesco Bagnaia   | Kalex      | Andrea Dovizioso       | Ducati                 | Detalls |
| 2017 | Lusail  | Joan Mir          | Honda     | Franco Morbidelli   | Kalex      | Maverick Viñales       | Yamaha                 | Detalls |
| 2016 | Lusail  | Niccolò Antonelli | Honda     | Thomas Lüthi        | Kalex      | Jorge Lorenzo          | Yamaha                 | Detalls |
| 2015 | Lusail  | Alexis Masbou     | Honda     | Jonas Folger        | Kalex      | Valentino Rossi        | Yamaha                 | Detalls |
| 2014 | Lusail  | Jack Miller       | KTM       | Esteve Rabat        | Kalex      | Marc Márquez           | Honda                  | Detalls |
| 2013 | Lusail  | Lluís Salom       | KTM       | Pol Espargaró       | Kalex      | Jorge Lorenzo          | Yamaha                 | Detalls |
| 2012 | Lusail  | Maverick Viñales  | FTR Honda | Marc Márquez        | Suter      | Jorge Lorenzo          | Yamaha                 | Detalls |
|      |         | 125 cc            | 125 cc    | Moto2               | Moto2      | MotoGP                 | MotoGP                 |         |
| 2011 | Losail  | Nico Terol        | Aprilia   | Stefan Bradl        | Kalex      | Casey Stoner           | Honda                  | Detalls |
| 2010 | Losail  | Nico Terol        | Aprilia   | Shoya Tomizawa      | Suter      | Valentino Rossi        | Yamaha                 | Detalls |
|      |         | 125 cc            | 125 cc    | 250 cc              | 250 cc     | MotoGP                 | MotoGP                 |         |
| 2009 | Losail  | Andrea Iannone    | Aprilia   | Héctor Barberá      | Aprilia    | Casey Stoner           | Ducati                 | Detalls |
| 2008 | Losail  | Sergio Gadea      | Aprilia   | Mattia Pasini       | Aprilia    | Casey Stoner           | Ducati                 | Detalls |
| 2007 | Losail  | Héctor Faubel     | Aprilia   | Jorge Lorenzo       | Aprilia    | Casey Stoner           | Ducati                 | Detalls |
| 2006 | Losail  | Alvaro Bautista   | Aprilia   | Jorge Lorenzo       | Aprilia    | Valentino Rossi        | Yamaha                 | Detalls |
| 2005 | Losail  | Gabor Talmacsi    | KTM       | Casey Stoner        | Aprilia    | Valentino Rossi        | Yamaha                 | Detalls |
| 2004 | Losail  | Jorge Lorenzo     | Derbi     | Sebastian Porto     | Aprilia    | Sete Gibernau          | Honda                  | Detalls |